# Náchodský vikariát
Náchodský vikariát je jedním ze čtrnácti vikariátů diecéze královéhradecké, zahrnuje 18 farností. Leží na severovýchodě diecéze na území okresu Náchod, sousedí s vikariáty trutnovským, královéhradeckým a rychnovským.

## Ustanovení vikariátu
- Mgr. Zdeněk Kubeš – okrskový vikář
- ThLic. Miloslav Brhel – sekretář vikariátu
- Jan Pecháček – kaplan pro mládež
- František Hofman, OMelit. cap. Mag. – výpomocný duchovní
- Iveta Hrnčířová – vikariátní účetní
- Ing. Veronika Valsová – stavební technička

## Farnosti a kostely vikariátu
| Farnost                | Správce | Další duchovní ve farnosti | Farní kostel                                        | Filiální kostely |
| ---------------------- | --- | --- | --------------------------------------------------- | --- |
| Bohuslavice nad Metují | Mgr. Václav Loukota administrátor excurrendo                                                                                               | Andrej Lukáček bydlí ve farnosti | Kostel svatého Mikuláše, biskupa                    | - Kostel svatého Jakuba Staršího, apoštola, v Černčicích |
| Boušín                 | ThLic. Miloslav Brhel dministrátor excurrendo                                                                                              | | Kostel Navštívení Panny Marie                       | |
| Broumov                | ThLic. Martin Lanži děkan | Vladimír Uhnavý trvalý jáhen František Hofman, OMelit. cap. Mag. Gereon Rudolf Holý, OPraem. bydlí ve farnosti                                                        | Děkanský kostel svatých Petra a Pavla, apoštolů     | - Kostel svaté Marie Magdalény v Božanově - Opatský kostel svatého Vojtěcha, biskupa a mučedníka, v Broumově - Hřbitovní kostel Panny Marie v Broumově - Kostel svatého Václava, mučedníka, v Broumově - Kostel Svatého Ducha v Broumově - Kostel Všech svatých v Heřmánkovicích - Kostel svatého Jiří, mučedníka a svatého Martina, biskupa, v Martínkovicích - Kostel svatého Jakuba Staršího, apoštola, v Ruprechticích - Kostel svaté Anny ve Vižňově - Kostel svaté Barbory v Otovicích - Kostel svaté Markéty, panny a mučednice, v Šonově - Hřbitovní kostel Panny Marie v Šonově - Poutní kostel Panny Marie Pomocné ve Vernéřovicích - Kostel svatého Michaela, archanděla ve Vernéřovicích |
| Červený Kostelec       | ThLic. Miloslav Brhel děkan-farář | František Hofman, OMelit. cap. Mag. kaplan v Hospici Anežky České Mgr. Ing. Pavel Jelínek farní vikář Mgr. Otakar Regner trvalý jáhen Alois Špulák bydlí ve farnosti  | Kostel svatého Jakuba Staršího, apoštola            | |
| Česká Skalice          | ThMgr. Adam Depa farář | | Kostel Nanebevzetí Panny Marie                      | - Kostel svatého Justa, biskupa, ve Zvoli - Kostel Nanebevzetí Panny Marie ve Velké Jesenici - Kostel svatého Štěpána, prvomučedníka, ve Velkém Třebešově |
| Hořičky                | Miloslav Paclík, dr farář | | Kostel Svatého Ducha                                | |
| Hronov                 | Mgr. Jan Kunert farář | Mgr. Marcel Čížek trvalý jáhen | Kostel Všech svatých                                | - Kostel svatého Josefa ve Stárkově |
| Chvalkovice            | Miloslav Paclík, dr administrátor excurrendo                                                                                               | | Kostel svatého Jiljí, opata                         | |
| Jaroměř I              | Dr. Mgr. Leopold Slaninka, SJ farář | Marta Krsková pastorační asistentka | Děkanský kostel svatého Mikuláše, biskupa           | - Kostel svaté Marie Magdalény v Heřmanicích - Kostel svatého Jakuba Staršího, apoštola, na Jakubském Předměstí - Kostel svaté Markéty, panny a mučednice, v Semonicích - Kostel Proměnění Páně ve Velichovkách - Kostel svatých Petra a Pavla, apoštolů, v Zaloňově |
| Josefov                | Dr. Mgr. Leopold Slaninka, SJ administrátor excurrendo                                                                                     | | Kostel Nanebevstoupení Páně                         | - Kostel svatého Jiří, mučedníka, v Jasenné |
| Náchod                 | Mgr. Zdeněk Kubeš děkan | Jan Pecháček farní vikář Mgr. Marcel Čížek nemocniční kaplan Václav Hejčl výpomocný duchovní Ing. Pavla Maříková pastorační asistentka Václav Smola bydlí ve farnosti | Děkanský kostel svatého Vavřince, jáhna a mučedníka | - Kostel Panny Marie v Kramolně - Kostel Navštívení Panny Marie v Lipí - Kostel svatého Michaela, archanděla, v Náchodě - Hřbitovní kostel svatého Jana Křtitele v Náchodě - Kostel svatého Jana Nepomuckého v Pavlišově |
| Nové Město nad Metují  | ThLic. Vojtěch Brož, Th.D. děkan | RNDr. Mgr. Miloš Pachr, CSc. farní vikář Bc. Kristina Rydlová pastorační asistentka                                                                                   | Děkanský kostel Nejsvětější Trojice                 | - Kostel svatého Ducha v Krčíně - Klášterní kostel Narození Panny Marie v Novém Městě nad Metují - Kostel svatého Jana Nepomuckého v Novém Městě nad Metují - Hřbitovní kostel Všech svatých v Novém Městě nad Metují - Kostel Svaté Rodiny v Nahořanech - Kostel svatého Jana Křtitele ve Lhotě u Nahořan - Kostel svatého Václava, mučedníka, ve Václavicích |
| Nový Hrádek            | P. ThMgr. Teodor Mateusz Pająk, MSF administrátor                                                                                          | | Kostel svatých Petra a Pavla, apoštolů              | |
| Police nad Metují      | Mgr. Ľubomír Pilka farář | | Děkanský kostel Nanebevzetí Panny Marie             | - Kostel svatého Prokopa, opata, v Bezděkově nad Metují - Kostel svatého Václava, mučedníka v Machově |
| Slavoňov               | P. ThLic. Emil Hoffmann, dr, CM administrátor excurrendo                                                                                   | RNDr. Mgr. Miloš Pachr, CSc. farní vikář | Kostel svatého Jana Křtitele                        | - Kostel Panny Marie v Bohdašíně |
| Studnice               | Mgr. Zdeněk Kubeš administrátor excurrendo                                                                                                 | | Kostel svatého Jana Nepomuckého                     | |
| Teplice nad Metují     | ThLic. Martin Lanži administrátor excurrendo in materialibus František Hofman, OMelit. cap. Mag. administrátor excurrendo in spiritualibus | | Kostel svatého Vavřince, jáhna a mučedníka          | - Kostel Povýšení Svatého Kříže v Horním Adršpachu - Poutní kostel Panny Marie Pomocné v Teplicích nad Metují - Kostel Nejsvětější Trojice ve Zdoňově |
| Velké Poříčí           | Mgr. Jan Kunert administrátor excurrendo                                                                                                   | Jan Matoušek bydlí ve farnosti | Kostel Navštívení Panny Marie                       | |